# Octopus nanhaiensis
Octopus nanhaiensis är en bläckfiskart som beskrevs av Zhiming Dong 1976. Octopus nanhaiensis ingår i släktet Octopus och familjen Octopodidae. Inga underarter finns listade i Catalogue of Life.